# Mungo Park (teater)
 For alternative betydninger, se Mungo Park. (Se også artikler, som begynder med Mungo Park)
Mungo Park er et teater beliggende i Allerød, opkaldt efter den skotske læge og opdagelsesrejsende Mungo Park (1771-1806).
Det blev grundlagt af Lars Kaalund i 1992, da Dr. Dante flyttede fra Allerød til Aveny Teatret. Lars Kaalund var leder indtil 1998, hvor han blev direktør for Østre Gasværk Teater. I 1998 blev skuespiller og instruktør Peter Reichhardt leder. Efterfølgende hed teaterchefen Martin Lyngbo, der ved sin ansættelse 1. august 2005 gjorde teatret et repertoire-teater med fast tilknyttet ensemble.
Nuværende teaterdirektør er Anna Andrea Malzer, der tiltrådte sommeren 2019. Malzer overtog posten efter Lasse Bo Handberg.
Mungo Park har modtaget en række priser, blandt andet Lauritzen Fondens Visionspris i 2011 samt en Reumert for forestillingerne Guitaristerne i 2005, Forstad i 2006 og "Kvinde kend din krop" 2011.
I 2007 åbnedes et "søsterteater" i Kolding med navnet Mungo Park Kolding. I dag fungerer de to teatre adskilt fra hinanden.

## Ekstern henvisning
- Mungo Park, hjemmeside